# Pere Jonqueres d'Oriola
Pere Jonqueres d'Oriola (Cornellà del Bèrcol, 1 de febrer del 1920 - 19 de juliol del 2011) va ser un destacat genet nord-català de la dècada del 1950 i del 1960, guanyador de quatre medalles olímpiques.

## Biografia
Pere Jonqueres va néixer l'1 de febrer de 1920 a Cornellà del Bèrcol, població situada a la comarca del Rosselló. Era cosí de l'esgrimista i medaller olímpic Christian d'Oriola.

## Carrera esportiva
Les seves primeres competicions es remunten a l'edat de 12 anys, l'any 1932.
Jonqueres es proclamà campió olímpic dos cops, a Hèlsinki 1952, muntant el cavall Ali Baba, i a Tòquio 1964, muntant Lutteur B. En aquesta mateixa competició guanyà la medalla de plata en salts per equips, èxit que repetí quatre anys més tard a Mèxic 1968, muntant Nagir.
En els primers Campionats del Món d'Hípica, disputats a París el 1953, Jonqueres d'Oriola (sobre Ali Baba) guanyà una medalla de bronze. L'any següent, a Madrid, sobre Arlequin, obtingué la plata, mentre que es proclamà campió del món, muntant Pomone B, a Buenos Aires el 1966. Jonqueres també aconseguí la medalla d'argent al Campionat d'Europa d'Hípica de París 1959, muntant el cavall Virtuoso.
Els seus enfrontaments amb la federació francesa d'equitació foren freqüents. Un dels seus grans plaers era la de jugar a rugbi a 15. Un cop retirat, es dedicà al cultiu del vi a la propietat familiar (ja d'ençà el segle XV), el Castell de Cornellà. Es dedicà a la política, en grups a l'extrema dreta francesa, i es presentà -sense èxit- a les eleccions al Parlament Europeu del 1979 amb el suport del PFN de Jean-Louis Tixier-Vignancour, una escissió del Front Nacional de Jean-Marie Le Pen, .
En els anys 90 començà a presentar-se a concursos vinícoles i hi guanyà diverses medalles. Li fou atorgada la distinció de cavaller de la legió d'honor. Fou autor del llibre A cheval sur cinq olympiades.

## Palmarès

### Competicions individuals
- 2 medalles d'or als Jocs Olímpics de salts d'obstacles: 1952 (amb Ali Baba) i 1964 (amb Lutteur B)
- 1 Campionat del Món de salts d'obstacles: 1966 (amb Pomone B)
- 1 Campionat d'Amèrica del Sud de salts d'obstacles: 1959
- 1 Campionat d'Alemanya de salts d'obstacles: 1967
- 4 Campionats de França de salts d'obstacles: 1954, 1956, 1958 i 1959
- 1 medalla d'or al preolímpic de Mèxic: 1967
- 1 Copa del Rei a Londres
- 1 Grand Prix de Pau
- 2 Grand Prix de Roma
- 1 Grand Prix de París
- 1 Grand Prix de Ginebra
- 1 Grand Prix de Niça
- 1 Grand Prix de Brussel·les: 1968
- Més de 500 victòries en 25 anys de competicions internacionals, entre elles cinc olimpíades.

### Competicions per equips
- 2 medalles d'argent als Jocs Olímpics de salts d'obstacles: 1964 i 1968